# Johannisberg (Windhagen)
Johannisberg ist ein Ortsteil der Ortsgemeinde Windhagen im rheinland-pfälzischen Landkreis Neuwied. Der Ortsteil hatte am 31. Dezember 2022 34 Einwohner.

## Geographie
Der Weiler Johannisberg liegt gut ein Kilometer östlich des Ortszentrums von Windhagen auf einem nach Nordosten zum Tal des Pfaffenbachs abfallenden Bergrücken. Die Ortschaft zieht sich entlang der hier endenden Kreisstraße 31 und umfasst Höhenlagen zwischen 260 und 280 m ü. NHN. Nordwestlich und südlich grenzen im oberen Bereich von Quellbächen Eichen-Buchen-Mischwälder an, die reich an Alt- und Totholz sind. Zu den nächstgelegenen Ortschaften gehören Hüngsberg im Südosten sowie Oberwindhagen (Teil der geschlossenen Ortschaft von Windhagen) im Südwesten.

## Geschichte
Die erste Erwähnung von Johannisberg findet sich in einer Urkunde aus dem Jahre 1323, in der die Herren von Rennenberg dem Erzbischof von Trier einen Hof Hunsprech zu Lehen auftragen. Der ursprüngliche Name von Hüngsberg und dem benachbarten Johannisberg lautete Heunsburg, was den Sitz eines Honnen bezeichnet, dem Vorsteher einer Honschaft. Später erhielt Johannisberg die Bezeichnung „altes Hunsberg“ (mundartlich „Althüsbrich“), während Hüngsberg unter dem einfachen Namen „Hunsberg“ (mundartlich „(Nöü-)Hüsbrich“) erschien. Johannisberg gehörte zur Honschaft Windhagen im gleichnamigen Kirchspiel und unterstand der Verwaltung des kurkölnischen Amtes Altenwied.
In den ältesten Urkunden ist nur von „Hüngsberg“ die Rede. Erst ab etwa 1660 unterscheidet man „Althüngsberg“ und „Hüngsberg“ und spätestens ab 1817 sind dann die Namen Johannisberg und Hüngsberg offiziell. Bei einer Inventur (Bestandsaufnahme) aller Ansiedlungen im Amt Altenwied zählte man 1660 im alten Hunsberg ein Haus, während in Hunsberg vier Häuser aufgeführt sind. 1669 besaß ein Johann Adam Eschenbrender einen Gutshof in Althüngsberg. Eschenbrender betrieb nördlich des Ortes ein Bergwerk, in dem Kupferglanz und Eisenspat gewonnen wurden, das anschließend im Hammerhof bei Unterelsaff verhüttet wurde. Ende des 17. Jahrhunderts erhielt der Ort nach dem Guts- und Bergwerksbesitzer seinen heutigen Namen. Zu dieser Zeit war hier auch das Adelsgeschlecht Schoenebeck begütert.
In preußischer Zeit (ab 1815) blieb Johannisberg ein Teil der Honschaft, später Gemeinde Windhagen, seit 1823 im Verwaltungsbezirk der Bürgermeisterei Asbach. Im Rahmen von Volkszählungen war der Ort mindestens bis 1828 gemeinsam mit dem nahegelegenen Kupferbergwerk und unter dem Namen Johannesberg verzeichnet, 1843 umfasste er vier Wohn- und fünf Wirtschaftsgebäude. Bis 1885 verdoppelte sich die Anzahl der Wohngebäude. Über den damals erreichten Umfang wuchs Johannisberg nie hinaus.
Einwohnerentwicklung
| Jahr | Einwohner |
| ---- | --------- |
| 1816 | 27        |
| 1828 | 38        |
| 1843 | 13        |
| 1885 | 27        |
| 1987 | 24        |

## Sehenswürdigkeiten
Als ältestes erhaltenes Haus von Johannisberg gilt ein Fachwerkbau, der sog. „Schnitzlersche Hof“ (auch „Wolfskroog“ genannt). An der Ortsdurchfahrt steht eine neubarocke Walmdachvilla, die um 1920/1930 entstanden ist. Die Gesamtanlage steht inkl. Park, Mauer und Torpfosten als Kulturdenkmal unter Denkmalschutz.

## Persönlichkeiten
- Bernhard Constantin von Schoenebeck (1760–1835), Mediziner, Gelehrter, Bibliothekar und Autor, geboren in Johannisberg